# 도클랜즈 라이트 레일웨이
도클랜즈 라이트 레일웨이(Docklands Light Railway)는 영국 런던 동부 도클랜즈의 재개발된 지역을 달리는 라이트 메트로로, 1987년 8월 31일에 개통되었다. 북쪽으로는 스트랫퍼드, 남쪽으로는 루이셤까지, 서쪽으로는 뱅크와 타워 게이트웨이까지, 동쪽으로는 벡턴, 런던 시티 공항과 울위치 아스날까지 운영한다. 도클랜즈 라이트 레일웨이의 선로와 열차는 런던 지하철과는 호환되지 않지만 두 시스템은 운임 시스템을 공유하고 런던 지하철 노선도 상에 나타나 있다.
런던에서 처음으로 자동화된 철도 노선이다. 그러나 완전히 무인으로 운영되는 것은 아닌데, 객차와 주요 환승역에 최소한의 직원들이 배치되어있다. 이는 런던 지하철 전체를 자동화하자는 제안을 이끌어내기도 했는데, 이는 수용량을 더욱 늘릴 수 있다.

## 현행 체계
DLR은 24 마일 (39 km) 길이의 선로와 45개의 역을 가지고 있다. 그리고 6개의 지선이 있으며, 남쪽의 루이셤, 북쪽의 스트랫퍼드와 스트랫퍼드 인터내셔널, 동쪽의 벡턴과 울위치 아스날, 서쪽의 센트럴런던에서 뱅크 & 타워게이트로 나뉜다. 정식으로 운영되는 운행 계통 구간은 아래와 같다.
- 뱅크(Bank)~루이셤(Lewisham)
- 뱅크(Bank)~울위치 아스날(Woolwich Arsenal)
- 스트랫퍼드(Stratford)~카나리 워프(Canary Wharf) (월~금 출근 시간대에는 루이셤(Lewisham)까지 연장운행)
- 스트랫퍼드 인터내셔널(Stratford International)~울위치 아스날(Woolwich Arsenal)
- 타워 게이트웨이(Tower Gateway)~벡턴(Beckton)

ExCeL 전시 센터에서 전시회가 진행될 때 캐닝 타운에서 프린스 리젠트까지 추가 셔틀을 이용할 수 있다.
종착역에서 역방향으로 열차를 돌릴때 뱅크 역을 제외하고는 승강장에서 기회선을 통해 역 너머의 터미널에서 역전환 한다. 스트랫포드에서 출발하는 루이셤 노선의 많은 출퇴근 시간 열차는 카나리 워프(Canary Wharf)에서돌아온다. 서비스 중단 또는 예정된 토목 공사중 열차는 크로스하버(Crossharbour)와 머드슈트(Mudchute)에서 다시 돌아올 수 있다. 열차는 모든 역을 운행하지만 뱅크-루이셤 간 열차는 웨스트 인디아 키(West India Quay)로 운행하지 않는다. 왜냐하면 정류장 충돌을 피하기 위해 diveunder 트랙을 따라 연결되기 때문이다. 연장 프로젝트를 위한 장기간의 작업 동안, 뱅크 지선이 폐쇄되면 벡턴~루이셤과 같은 다른 노선이 주말에 운영될 수 있다.

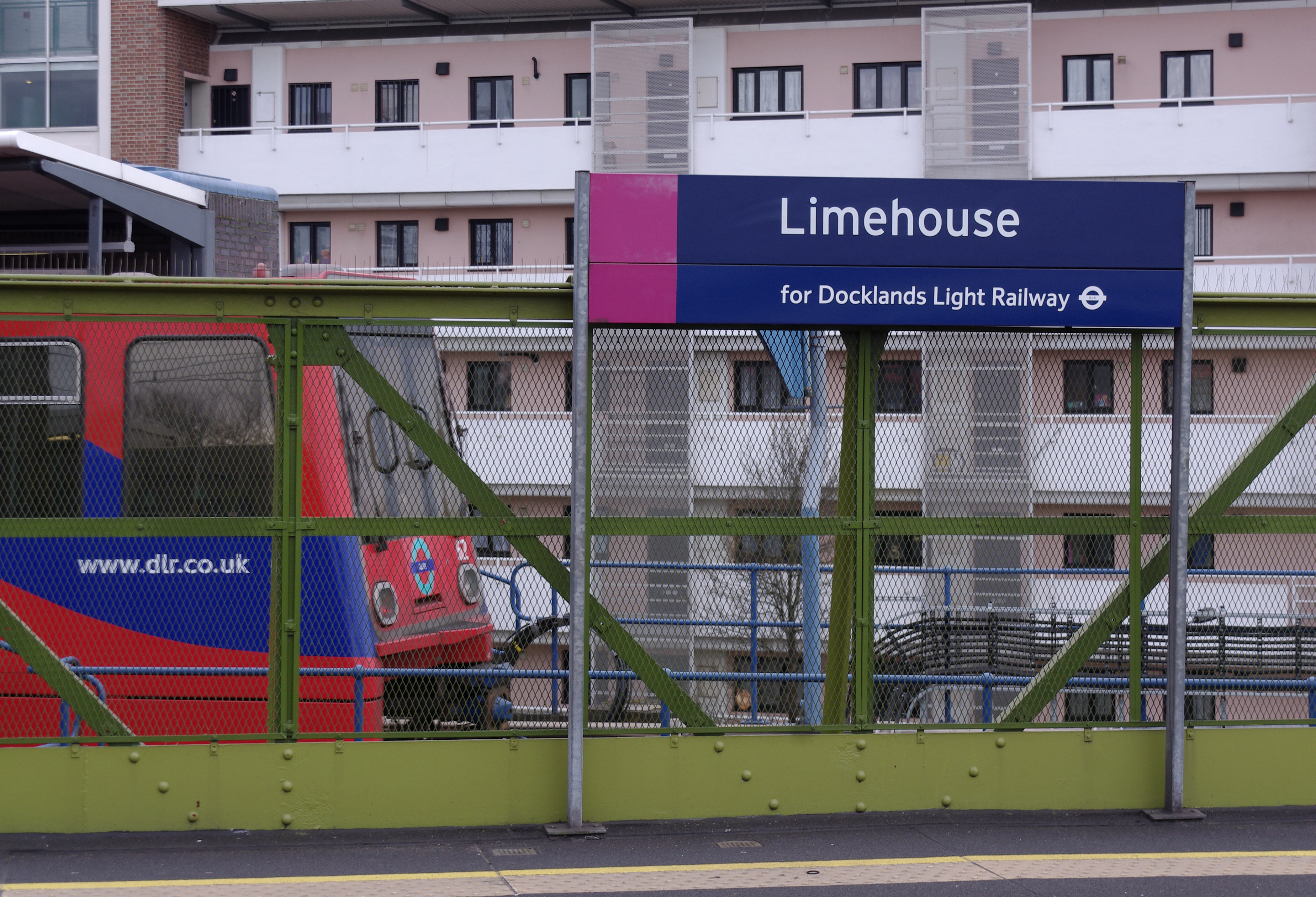
c2c에 의해 운영되는 런던, 틸버리 & 사우스엔드 철도(전경)는 라임하우스 역에서 타워 게이트웨이 역까지 DLR(울타리 뒤)과 나란히 운행된다.

북부, 남부 및 남동부 지선은 스트랫퍼드, 스트랫퍼드 인터내셔널, 루이셤, 울위치 아스날 등의 내셔널 레일 역에서 종착된다. 다른 내셔널 레일과의 환승역은 라임하우스 역(Limehouse), 그리니치 역(Greenwich), 웨스트햄 역(West Ham)이며, 오이스터 카드 소지자를 위한 간접환승 구역은 새드웰 DLR 역과 런던 오버그라운드 새드웰 역 사이에, 펜처치 스트리트(Fenchurch Street)와 DLR의 서부 종착역 타워 게이트웨이~뱅크 사이에 있다.
라임하우스 역과 타워 게이트 역 사이에서 DLR은 런던, 틸버리 & 사우스엔드 철도와 평행을 이룬다.

### 철도역
대부분의 역은 고가로 이루어져 있으며, 일부 역은 평면 수준이거나 지하에 있다. 승강장에 대한 접근은 계단 및 엘리베이터로 이루어지며, 대부분 역에서는 에스컬레이터를 사용한다. 처음부터 휠체어에 대한 완전한 접근이 가능하다. 모든 승객에게 빠르고 효과적인 접근성에 많은주의가 기울여졌다.
 역에는 승강장 높이가 차량 높이와 일치하여 휠체어 등을 탄 승객을 위한 수평 접근이 가능하다.
대부분의 역은 초기 시스템으로 거슬러 올라가는 모듈식 디자인으로, 거리, 승강장 캐노피로 각각 접근되는 두 개의 상대식 승강장으로 확장되고 개선되었다. 단, 원래의 독특한 둥근 지붕 디자인은 거의 남아 있지 않다. 지하철은 뱅크 역, 틀:DLR stations, 틀:DLR stations , 울위치 아스날 역을 제외하고는 안전 장치가 없기 때문에, 혼잡한 교환소와 시티 공항에 익숙하지 않은 승객을 위한 티켓 오피스가 있다. 캐닝 타운(Canning Town), 커스텀 하우스(Custom House), 프린스 리젠트(Prince Regent) 역은 ExCeL 전시 센터에서 중요한 전시회가 있을 때마다 항상 승강장에 배치된다.
2007년 7월 3일, DLR은 DLR Art라는 예술 프로그램을 공식 출범시켰는데, 이 프로그램은 런던 지하철의 Art on the Underground와 유사하다. 앨런 윌리엄스(Alan Williams)는 "Sidetrack"이라는 최초 임시위원회를 조직하여, 시스템에서 승객에게 익숙하지 않은 평범하고 특별한 광경을 표현하고 네트워크 전체에 표시했다.

### 요금 체계

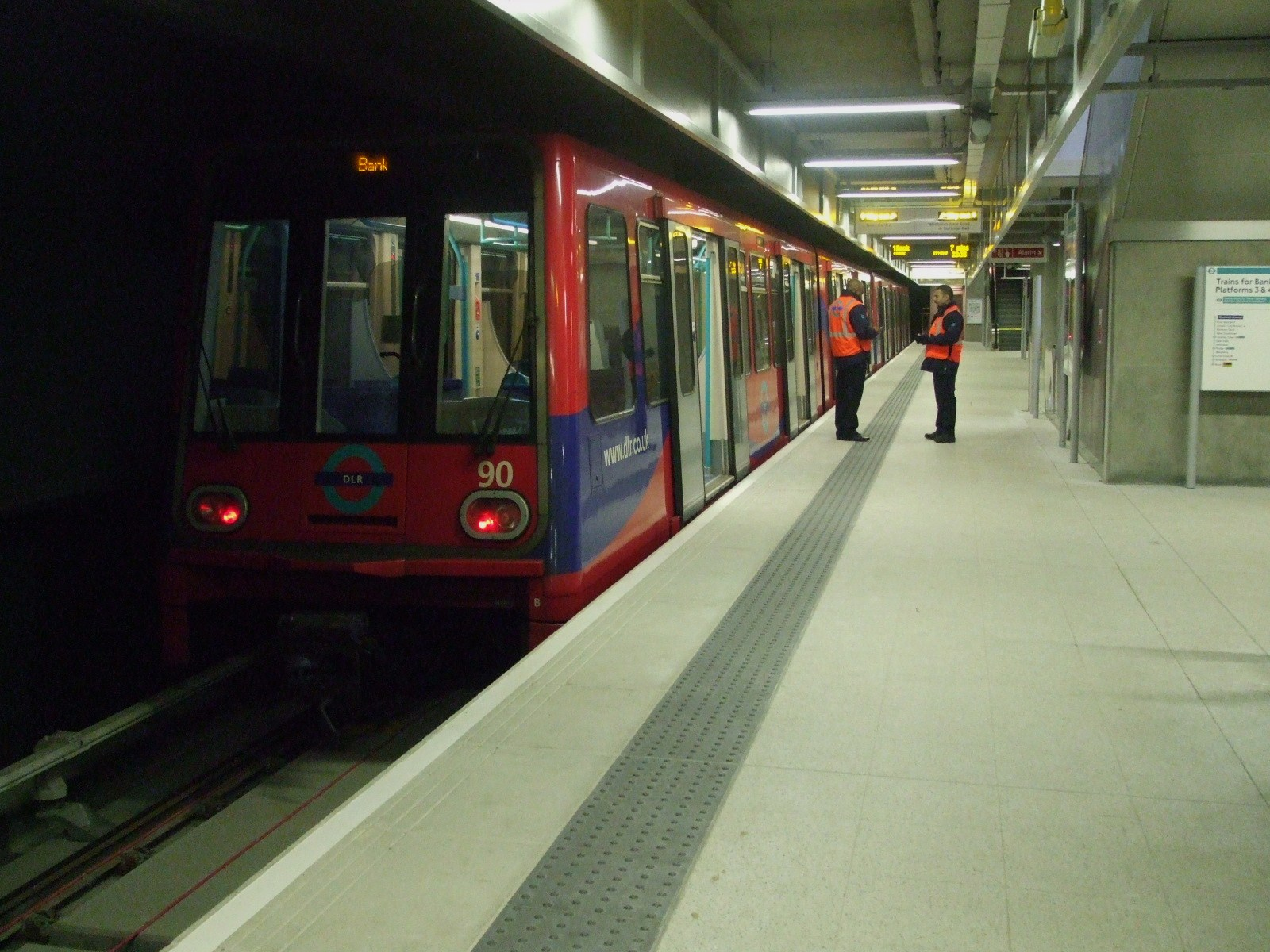
울위치 아스날 역에서 발차 대기중인 열차.

이 시스템은 런던 요금대 시스템의 일부이며, 해당 지역을 커버하는 트래블카드가 유효하다. DLR 및 시티 크루즈 강 보트에는 1일 및 정기 DLR 전용 "Rover"승차권과, 1일 DLR "Rail and River Rover"승차권이 있다. 오이스터 pay-as-you-go도 이용 가능하다.; 또는 NFC 가능 은행 카드 소지자 (비접촉식) 승객은 승강장 단말기에서 자동 출입 게이트를 통과해야한다. 승차권은 승강장 입구의 티켓 기계에서 구입할 수 있으며, 승강장에 들어가기 전에 필요하다. DLR 전용역에는 운임 구역 및 게이트가 따로 없으며, PSA에 의한 무작위 열차 내 검표가 시행된다. 올바른 승차권으로 지불하지 않는 승객, pay-as-you-go 오이스터 사용자 또는 비접촉식 은행 카드로 이용 시작시 인식 되지 못한 경우, 운임 회피로 간주하여 80파운드의 벌금이나 기소가 발생할 수 있다. DLR 플랫폼이 런던 지하철 또는 내셔널 레일 운임구역내에 있는 뱅크 역, 케닝 타운 역, 울위치 아스날 역, 웨스트 햄 역, 스트랫퍼드 역에서는 운임 게이트가 있다.

## 역 목록
| 역명                                           | 사진 | 소재지       | Zone(s) | 개업일자         | 다른명칭 | 위치                                                                     | 특이 사항 |
| ---------------------------------------------- | ---- | ------------ | ------- | ---------------- | --- | ------------------------------------------------------------------------ | --- |
| 애비 로드 Abbey Road                           |      | 뉴엄         | 3       | 2011년 8월 31일  | – | 북위 51° 31′ 55.20″ 동경 0° 0′ 14.4″ / 북위 51.5320000° 동경 0.004000°   | – |
| 올세인츠 All Saints                            |      | 타워햄리츠   | 2       | 1987년 8월 31일  | – | 북위 51° 30′ 39″ 서경 0° 00′ 47″ / 북위 51.51083° 서경 0.01306°          | 포플러 (이스트 인디아 로드) 역 자리에 위치 (1866–1944) |
| 뱅크 Bank                                      |      | 시티오브런던 | 1       | 1991년 7월 1일   | – | 북위 51° 30′ 46.80″ 서경 0° 5′ 16.80″ / 북위 51.5130000° 서경 0.0880000° | – |
| 벡턴 Beckton                                   |      | 뉴엄         | 3       | 1994년 3월 28일  | – | 북위 51° 30′ 53″ 동경 0° 03′ 41″ / 북위 51.51472° 동경 0.06139°          | – |
| 벡턴 파크 Beckton Park                         |      | 뉴엄         | 3       | 1994년 3월 28일  | – | 북위 51° 30′ 32″ 동경 0° 03′ 18″ / 북위 51.50889° 동경 0.05500°          | – |
| 블랙웰 Blackwall                               |      | 타워햄리츠   | 2       | 1994년 3월 28일  | – | 북위 51° 30′ 28.5″ 서경 0° 0′ 26″ / 북위 51.507917° 서경 0.00722°        | 포플러 역 자리에 위치 (1840–1926) |
| 보우 처치 Bow Church                           |      | 타워햄리츠   | 2       | 1987년 8월 31일  | – | 북위 51° 31′ 39″ 서경 0° 1′ 14.88″ / 북위 51.52750° 서경 0.0208000°      | 보우 역 자리에 위치 (1850–1944) |
| 카나리 워프 Canary Wharf                       |      | 타워햄리츠   | 2       | 1991년 4월 1일   | – | 북위 51° 30′ 18.36″ 서경 0° 1′ 15.24″ / 북위 51.5051000° 서경 0.0209000° | 카나리 워프(Canary Wharf) 개발이 준비되지 않았으므로, 원래 노선이 열릴 때까지 건설이 시작되지 않았다. |
| 캐닝 타운 Canning Town (High Level)            |      | 뉴엄         | 3       | 1994년 3월 28일  | – | 북위 51° 30′ 50″ 동경 0° 0′ 29″ / 북위 51.51389° 동경 0.00806°           | 1999년 5월 14일 주빌리 선 확장이 개통되어 DLR City Branch 승강장이 주빌리 선 승강장에 위치하게 됨. 기존의 역은 1847년에 세워졌다. |
| 캐닝 타운 Canning Town (Low Level)             |      | 뉴엄         | 3       | 2011년 8월 31일  | – | 북위 51° 30′ 50″ 동경 0° 0′ 31″ / 북위 51.51389° 동경 0.00861°           | 노스 런던 선 승강장 자리에 위치 (1847–2006) |
| 크로스하버 Crossharbour                        |      | 타워햄리츠   | 2       | 1987년 8월 31일  | 이스트 페리 로드(East Ferry Road) 글렌갈 그로브(Glengall Grove) 크로스하버&런던 아레나(Crossharbour & London Arena) | 북위 51° 29′ 44.87″ 서경 0° 0′ 52.17″ / 북위 51.4957972° 서경 0.0144917° | 밀월 독스 역 자리에 위치 (1871–1926) |
| 커스텀 하우스 Custom House for ExCeL           |      | 뉴엄         | 3       | 1994년 3월 28일  | – | 북위 51° 30′ 34.7″ 동경 0° 1′ 33.22″ / 북위 51.509639° 동경 0.0258944°   | 기존의 역은 1855–2006년에 세워졌다. |
| 커티 사크 Cutty Sark for Maritime Greenwich    |      | 그리니치     | 2 & 3   | 1999년 11월 20일 | – | 북위 51° 28′ 54.13″ 서경 0° 0′ 39.28″ / 북위 51.4817028° 서경 0.0109111° | – |
| 사이프러스 Cyprus                              |      | 뉴엄         | 3       | 1994년 3월 28일  | – | 북위 51° 30′ 31″ 동경 0° 03′ 50″ / 북위 51.50861° 동경 0.06389°          | – |
| 뎁트퍼드 브릿지 Deptford Bridge                |      | 루이셤       | 2 & 3   | 1999년 11월 20일 | – | 북위 51° 28′ 27.84″ 서경 0° 1′ 21″ / 북위 51.4744000° 서경 0.02250°      | – |
| 데번스 로드 Devons Road                        |      | 타워햄리츠   | 2       | 1987년 8월 31일  | – | 북위 51° 31′ 20″ 서경 0° 01′ 2.5″ / 북위 51.52222° 서경 0.017361°        | – |
| 이스트 인디아 East India                       |      | 타워햄리츠   | 2 & 3   | 1994년 3월 28일  | 브런즈윅 워프(Brunswick Wharf)                                                                                      | 북위 51° 30′ 33.48″ 서경 0° 0′ 7.56″ / 북위 51.5093000° 서경 0.0021000°  | – |
| 엘버슨 로드 Elverson Road                      |      | 그리니치     | 2 & 3   | 1999년 11월 20일 | – | 북위 51° 28′ 7.19″ 서경 0° 0′ 58.93″ / 북위 51.4686639° 서경 0.0163694°  | – |
| 갤리언스 리치 Gallions Reach                   |      | 뉴엄         | 3       | 1994년 3월 28일  | – | 북위 51° 30′ 32″ 동경 0° 04′ 18″ / 북위 51.50889° 동경 0.07167°          | – |
| 그리니치 Greenwich                             |      | 그리니치     | 2 & 3   | 1999년 11월 20일 | – | 북위 51° 28′ 41.16″ 서경 0° 0′ 50.4″ / 북위 51.4781000° 서경 0.014000°   | 기존의 역은 1838년에 세워졌다. |
| 헤론 키즈 Heron Quays                          |      | 타워햄리츠   | 2       | 1987년 8월 31일  | – | 북위 51° 30′ 10.52″ 서경 0° 1′ 17.65″ / 북위 51.5029222° 서경 0.0215694° | 2002년에 새로운 역사로 재개업 |
| 아일랜드 가든스 Island Gardens                 |      | 타워햄리츠   | 2       | 1987년 8월 31일  | 큐빗 타운(Cubitt Town)                                                                                              | 북위 51° 29′ 16.9″ 서경 0° 0′ 37.8″ / 북위 51.488028° 서경 0.010500°     | 철도가 원래 열리기 전에 계획된 위치는 맨체스터 로드(Manchester Road)의 다른쪽에 있었다. 역은 1999년 11월 20일 루이셤 확장 개통으로 지하로 이전되었다. |
| 킹 조지 5세 King George V                      |      | 뉴엄         | 3       | 2005년 12월 2일  | 노스 울리치(North Woolwich)                                                                                         | 북위 51° 30′ 7.1″ 동경 0° 3′ 46″ / 북위 51.501972° 동경 0.06278°         | 기존 경로는 공항에서 종착되었다. |
| 랭던 파크 Langdon Park                         |      | 타워햄리츠   | 2       | 2007년 12월 9일  | 카르멘 스트리트(Carmen Street)                                                                                      | 북위 51° 30′ 54″ 서경 0° 0′ 50.4″ / 북위 51.51500° 서경 0.014000°        | 역은 기존 철도가 개설된 이래로 보존되고 있다. 사우스 브롬리 역(1884–1944) 자리에서 남쪽에 위치 |
| 루이셤 Lewisham                                |      | 루이셤       | 2 & 3   | 1999년 11월 20일 | – | 북위 51° 27′ 55.08″ 서경 0° 0′ 47.88″ / 북위 51.4653000° 서경 0.0133000° | 기존의 역은 1849년에 세워졌다. |
| 라임하우스 Limehouse                           |      | 타워햄리츠   | 2       | 1987년 8월 31일  | 스테프니 이스트(Stepney East)                                                                                       | 북위 51° 30′ 44.64″ 서경 0° 2′ 22.92″ / 북위 51.5124000° 서경 0.0397000° | 기존의 역은 1840년에 세워졌다. |
| 런던 시티 공항 London City Airport             |      | 뉴엄         | 3       | 2005년 12월 2일  | – | 북위 51° 30′ 13″ 동경 0° 2′ 56″ / 북위 51.50361° 동경 0.04889°           | 해당 역의 건설을 위해 Drew 초등학교를 철거하고 재배치하였다. |
| 머드슈트 Mudchute                              |      | 타워햄리츠   | 2       | 1987년 8월 31일  | – | 북위 51° 29′ 27.23″ 서경 0° 0′ 52.95″ / 북위 51.4908972° 서경 0.0147083° | 역은 루이셤 확장 개통으로 인해 1999년 11월 20일에 이전되었다. |
| 폰툰 독 Pontoon Dock                           |      | 뉴엄         | 3       | 2005년 12월 2일  | – | 북위 51° 30′ 8″ 동경 0° 1′ 55″ / 북위 51.50222° 동경 0.03194°            | – |
| 포플러 Poplar                                  |      | 타워햄리츠   | 2       | 1987년 8월 31일  | – | 북위 51° 30′ 27.77″ 서경 0° 1′ 1.99″ / 북위 51.5077139° 서경 0.0172194°  | – |
| 프린스 리젠트 Prince Regent                    |      | 뉴엄         | 3       | 1994년 3월 28일  | – | 북위 51° 30′ 34.01″ 동경 0° 2′ 0.36″ / 북위 51.5094472° 동경 0.0334333°  | – |
| 푸딩 밀 레인 Pudding Mill Lane                 |      | 뉴엄         | 2 & 3   | 1996년 1월 15일  | – | 북위 51° 32′ 2.76″ 서경 0° 0′ 49.68″ / 북위 51.5341000° 서경 0.0138000°  | 역은 기존 철도가 개설된 이래로 보존되고 있다. 이 역은 2014년 4월 28일 퀸 엘리자베스 올림픽 파크에서 예상되는 인파를 처리하기 위해 다시 정렬되고 재건되었으며, 이전 자리에는 현재 크로스레일의 통로로 사용된다.                                           |
| 로얄 알버트 Royal Albert                       |      | 뉴엄         | 3       | 1994년 3월 28일  | – | 북위 51° 30′ 31″ 동경 0° 02′ 47″ / 북위 51.50861° 동경 0.04639°          | – |
| 로얄 빅토리아 Royal Victoria                   |      | 뉴엄         | 3       | 1994년 3월 28일  | – | 북위 51° 30′ 33.04″ 동경 0° 1′ 4.84″ / 북위 51.5091778° 동경 0.0180111°  | 타이들 베이슨 역 자리에 위치(1858–1943) |
| 새드웰 Shadwell                                |      | 타워햄리츠   | 2       | 1987년 8월 31일  | – | 북위 51° 30′ 42.16″ 서경 0° 3′ 22.17″ / 북위 51.5117111° 서경 0.0561583° | 셰드웰 & 세인트 조지스 이스트 역 자리에 위치(1840–1941) |
| 사우스키 South Quay                            |      | 타워햄리츠   | 2       | 1987년 8월 31일  | – | 북위 51° 30′ 0.31″ 서경 0° 0′ 58.44″ / 북위 51.5000861° 서경 0.0162333°  | 1996년 2월 12일에서 4월 15일 사이에 사우스퀘이 근처의 폭탄 공격으로 카나리 워프에서 남쪽으로 운행되지 않았다. 역은 이전 위치가 어느 한쪽 끝에서 긴밀한 곡선을 가지기 때문에 승강장 확장을 더 쉽게하기 위해 재검토 되었고, 2009년 10월 26일에 재건되었다. |
| 스타 레인 Star Lane                            |      | 뉴엄         | 3       | 2011년 8월 31일  | 코디 로드(Cody Road)                                                                                                | 북위 51° 31′ 14.52″ 동경 0° 0′ 15.12″ / 북위 51.5207000° 동경 0.0042000° | – |
| 스트랫퍼드 Stratford (High Level)              |      | 뉴엄         | 3       | 1987년 8월 31일  | – | 북위 51° 32′ 27″ 서경 0° 0′ 15″ / 북위 51.54083° 서경 0.00417°           | 기존의 역은 1839년에 세워졌다. Resited in 2007. |
| 스트랫퍼드 Stratford (Low Level)               |      | 뉴엄         | 3       | 2011년 8월 31일  | – | 북위 51° 32′ 27″ 서경 0° 0′ 11″ / 북위 51.54083° 서경 0.00306°           | 노스 런던 선 승강장 자리에 위치 (1846–2006) |
| 스트랫퍼드 하이 스트리트 Stratford High Street |      | 뉴엄         | 3       | 2011년 8월 31일  | 스트랫퍼드 마켓(Stratford Market)                                                                                   | 북위 51° 32′ 16.44″ 서경 0° 0′ 2.16″ / 북위 51.5379000° 서경 0.0006000°  | 스트랫퍼드 마켓 역 자리에 위치 (1847–1957) |
| 스트랫퍼드 인터내셔널 Stratford International  |      | 뉴엄         | 3       | 2011년 8월 31일  | – | 북위 51° 32′ 41.28″ 서경 0° 0′ 30.96″ / 북위 51.5448000° 서경 0.0086000° | 내셔널 레일 역은 2009년에 세워졌다. |
| 타워 게이트웨이 Tower Gateway                  |      | 시티오브런던 | 1       | 1987년 8월 31일  | 타워 힐(Tower Hill) 미노리스(Minories)                                                                              | 북위 51° 30′ 38.2″ 서경 0° 4′ 29.18″ / 북위 51.510611° 서경 0.0747722°   | 철도가 열리기 전의 옵션에는 타워 힐(Tower Hill)과 알드게이트 이스트(Aldgate East)의 두 종착역이 있었다. |
| 웨스트 햄 West Ham                             |      | 뉴엄         | 3       | 2011년 8월 31일  | – | 북위 51° 31′ 40.8″ 동경 0° 0′ 14.4″ / 북위 51.528000° 동경 0.004000°     | 기존의 역은 1901년에 세워졌다. |
| 웨스트 인디아 키 West India Quay               |      | 타워햄리츠   | 2       | 1987년 8월 31일  | – | 북위 51° 30′ 24.9″ 서경 0° 1′ 13.78″ / 북위 51.506917° 서경 0.0204944°   | – |
| 웨스트 실버타운 West Silvertown                |      | 뉴엄         | 3       | 2005년 12월 2일  | – | 북위 51° 30′ 10″ 동경 0° 1′ 21″ / 북위 51.50278° 동경 0.02250°           | – |
| 웨스트페리 Westferry                           |      | 타워햄리츠   | 2       | 1987년 8월 31일  | 웨스트 페리 로드(West Ferry Road)                                                                                   | 북위 51° 30′ 33.74″ 서경 0° 1′ 36.11″ / 북위 51.5093722° 서경 0.0266972° | – |
| 울위치 아스날 Woolwich Arsenal                 |      | 그리니치     | 4       | 2009년 1월 10일  | – | 북위 51° 29′ 24″ 동경 0° 4′ 8.4″ / 북위 51.49000° 동경 0.069000°         | 기존의 역은 1849년에 세워졌다. |

### 성과
출범 몇년 만에, 연례 여객 수는 17백만이었다. 이 수치는 2009년에는 6,400만 명으로 증가했으며, 2011년에는 8천만 명 이상으로 늘어 났으며, 가장 최근에는 2014년 회계 연도에 1억 2천 2백만 명으로 증가했다. 처음 5년은 신뢰성이 낮고 운영상의 문제로 어려움을 겪었지만, 현재의 시스템은 매우 신뢰성이 높아졌다. 2008년 노스 울위치 인구의 87%가 DLR에 찬성했다.I
의회 운송 선발 위원회(Transport Select Committee)는 라이트 레일을 검토했다. DLR의 성공으로 인해 다른 곳에서 비슷한 시스템에 대한 제안이 나타났다. 노스 웨스트 런던 라이트 레일(North and West London Light Railway)은 런던의 다른 쪽을 운행하는 궤도 철도를 위한 계획이다.
DLR은 최근의 다른 라이트 레일 시스템과 마찬가지로 성공적이다. 그러나 DLR은 신속하게 발생하는 수요를 충족시킬 수 있는 용량이 충분하지 않아 설계되었다는 이유로 비판을 받는다. 수요 수준은 과소평가 되었다. 1989년 이러한 비판은 건설의 주요 계약자인 GEC를 겨냥한 것이었다.
2013년 7월 1일까지 허용된 자전거는 접을 수 있는 자전거 뿐이었다. DLR은 대피가 필요할 시 진행 속도를 늦추기 때문에 조치한 것이라고 설명했다. DLR 차량, 특히 오래된 철도 차량은 자전거를 염두에 두고 설계되지 않았으므로, 허용될 경우 문을 닫거나 비상구를 막을 수 있다. 2007년에 발생한 한 사건은 역무원이 열차 발차를 거부했음을 의미한다. 2013년 7월 1일, DLR은 모든 자전거 이용객이 주중 출퇴근 외의 시간에 열차를 사용할 수 있도록 하는 법안에 착수했다 (뱅크 역 제외). 2014년 1월 재판에서 영구히 이루어졌으며, 이제 최대 크기의 자전거를 비혼잡 시간과 주말에 DLR에 실을 수 있다(안전을 이유로 자전거가 허용되지 않는 뱅크 역 제외).

### 철도 차량

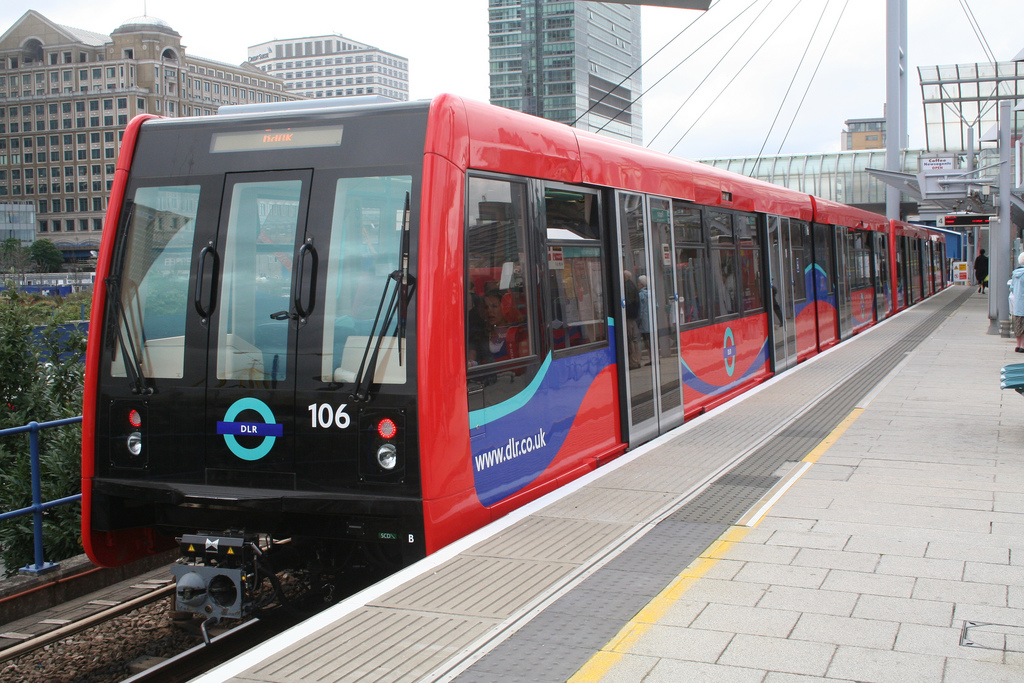
포플러 역에 정차한 A B2007 전동차

DLR은 145개의 고상 양방향 단일 관절식 동력분산식 열차(EMU)로 운행한다. 각 차는 양쪽에 4개의 출입문을 가지고 있으며, 2~3량의 차량이 열차 편성을 구성한다. 일반적인 작동은 자동화되어있고, 작은 운전대의 콘솔이 PSA가 차량을 운전할 수 있는 양 끝에 고정된 패널 뒤에 숨겨져 있기 때문에 운전석이 없다. 각 출입문 개폐의 콘솔은 PSA가 문 개폐를 제어하고 열차를 순찰하는 동안 안내를 할 수 있도록 한다. 운전석의 위치가 없기 때문에, 완전히 유리로 된 차량 끝은 승객을 위해 전방 및 후방을 제공한다. 최고 속도는 62 마일 매 시 (100 km/h)이다.
고상홈을 가지고 있고 자동화되어 있음에도, 차량은 도로 노면 운행을 목적으로 한 독일의 슈타트반 디자인에서 따왔다. 모든 차량은 비슷하게 보이지만 몇 가지 다른 유형이 있으며, 일부는 여전히 운행 중이고, 나머지는 다른 운행 업체에 판매된다. B2007 유닛은 2005년 봄바디어에서 구입하여 2007년과 2010년 사이에 도입하였다.

## 미디어
DLR은 숀 폴(Sean Paul)과 클린 밴딧(Clean Bandit)의 싱글 "Rockabye" 뮤직 비디오에서 나타난다.
울위치 아스날 역은 제이슨 본(Jason Bourne)의 아테네 지하철역을 담당한다.

## 참고
1. ↑  This only lists dates when the DLR stations or platforms opened.
2. ↑  Names listed here are those that were proposed before opening and any renamings.